# 徳島町

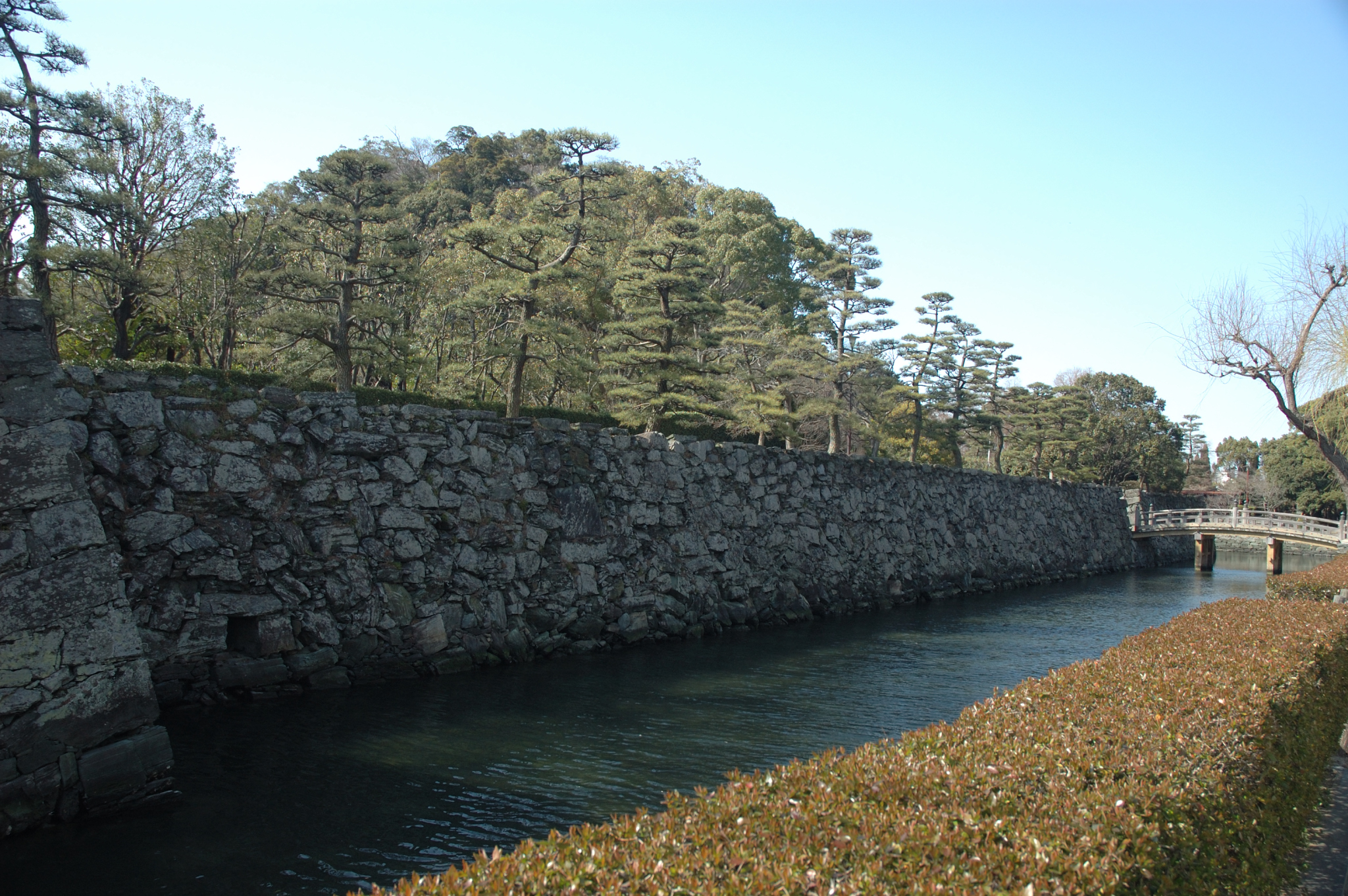
堀川と城山

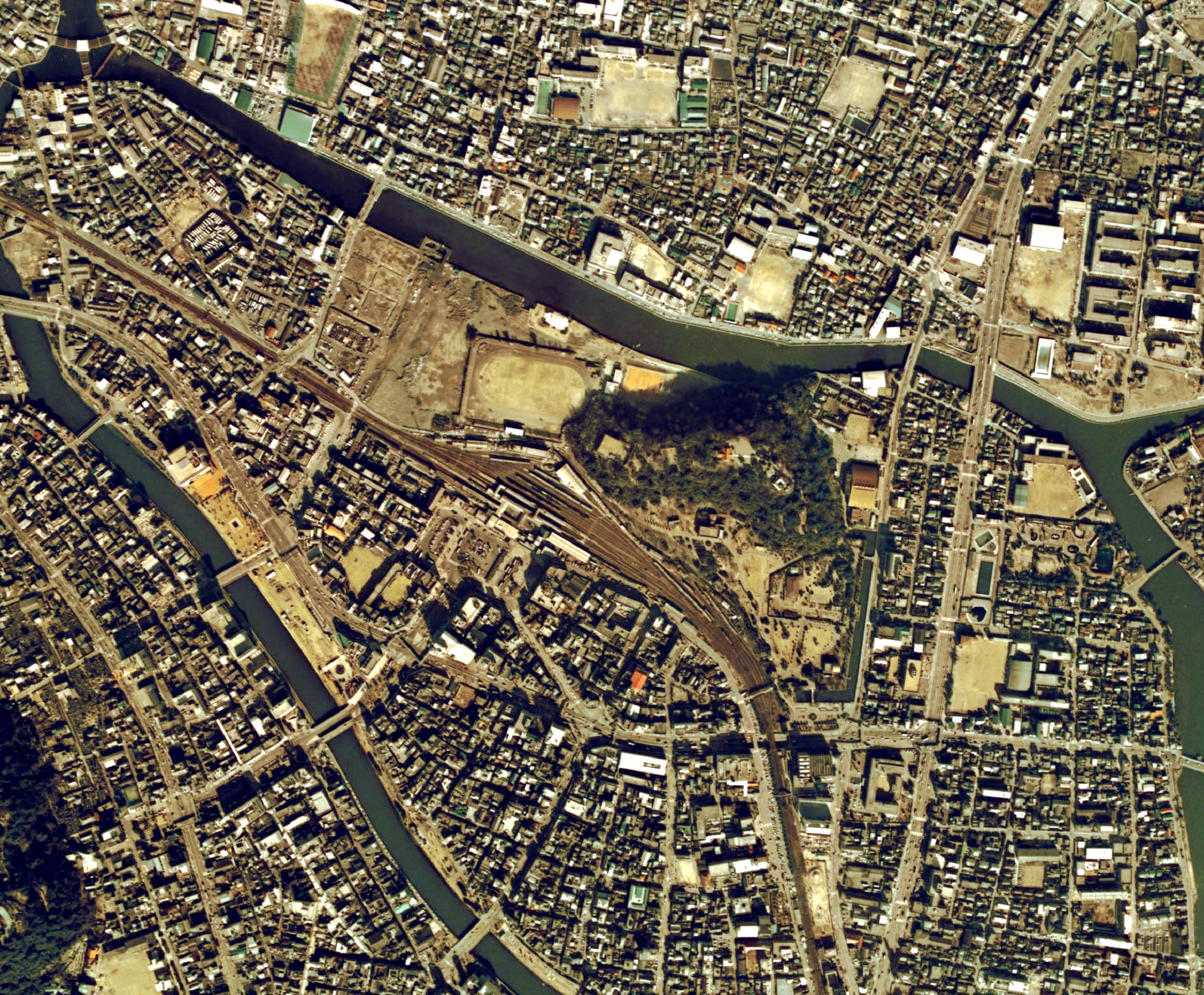
徳島町周辺の航空写真（1974年撮影・国土航空写真）
現在と違い、城山の西は西ノ丸運動場と刑務所移転跡地の更地となっている。

徳島町（とくしまちょう）は、徳島県徳島市にある町。内町地区に属している。1丁目・2丁目・3丁目・城内（じょうない・しろのうち・じょうのうち）がある。
「徳島町城内」は、徳島町の小字であり、市の行政などでは徳島町に含められるが、徳島町に含めないこともあり、その扱いは一定しない。
郵便番号は1～3丁目は770-0852、城内は770-0851。

## 人口
2025年1月1日。徳島市の調査より。
|          |          |       | 世帯数 | 人口 |
| -------- | -------- | ----- | ------ | ---- |
|          |          | 1丁目 | 000    | 000  |
| 2丁目    | 118      | 225   |        |      |
| 3丁目    | 144      | 269   |        |      |
| 1～3小計 | 1～3小計 | 262   | 494    |      |
| 城内     | 城内     | 065   | 113    |      |
| 総計     | 総計     | 総計  | 327    | 607  |

## 地理
徳島市中央部、都心地域（中心市街地）北東部のひょうたん島（内町地区）北東部に位置し、徳島城跡（ほぼ全域が徳島中央公園）とその周辺を占める。

### 隣接する町
東は国道11号を挟んで（北から）中徳島町・徳島本町・新蔵町、西は前川橋から伸びる道を挟んで東出来島町、北は助任川を挟んで（西から）南前川町・助任橋、南西はJR（旧寺島川）を挟んで（西から）寺島本町西・寺島本町東・幸町と隣接している。
| 助任川     |           |           |           |           |  |
| 徳島町城内 | 徳島町3   | 中徳島町2 | 中徳島町2 | 中徳島町2 |  |
| 徳島町城内 | 徳島町2   | 中徳島町2 | 中徳島町2 | 中徳島町2 |  |
| 徳島町城内 | 中徳島町1 |           |           |           |  |
| 徳島町城内 | 徳島本町1 | 徳島本町2 | 徳島本町2 | 徳島本町3 |  |
| 徳島町城内 | 徳島町1   |           | 新蔵町2   | 新蔵町3   |  |
| 徳島町城内 | 新蔵町1   |           | 新蔵町2   | 新蔵町3   |  |

### 城内

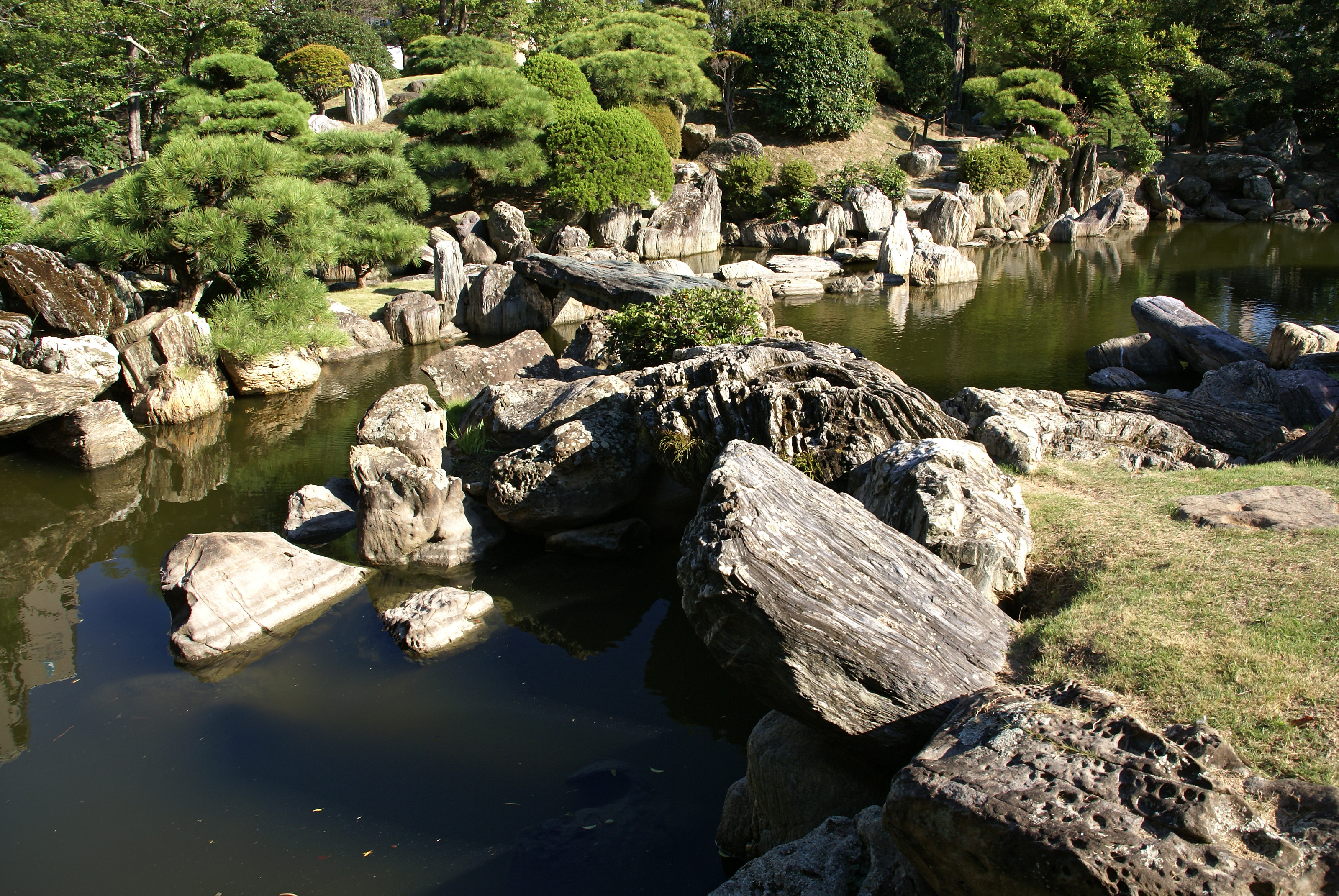
旧徳島城表御殿庭園

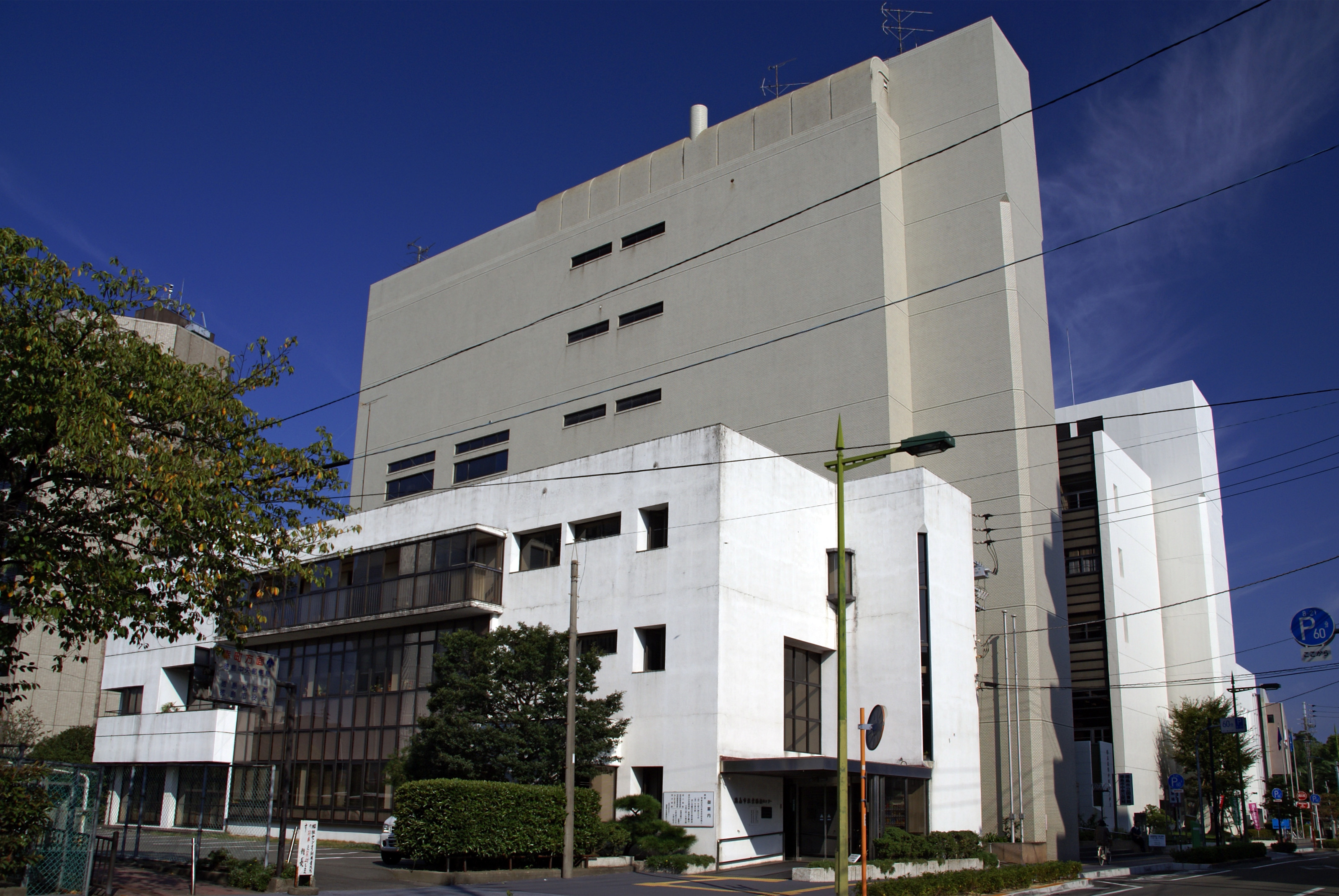
手前より徳島市社会福祉センター・徳島市中央公民館（徳島市立図書館）・徳島県青少年センター（改装前）・徳島市立文化センター。

面積では徳島町の大半が旧徳島城内にあたる徳島町城内である。城跡はほとんどが徳島中央公園になっているが、その西（花畑）と南は公園から除外され市街となっている。公園の中央は城山が占め、市街や公園施設は西部と南部に二分されている。
城跡内南部の旧徳島城表御殿庭園は国名勝に指定され、隣接して徳島市立徳島城博物館がある。徳島公園より南も公共施設で占められ、旧三木郭・旧寺島川河道に徳島市立文化センター・徳島県青少年センター（とくぎんトモニプラザ）・徳島市中央公民館/徳島市立図書館・徳島市社会福祉センターが並ぶ。
城跡内西部の西の丸跡は徳島市内町小学校になっている（ただし小学校は中央公園には含まれない）。さらに西の花畑（御花畠屋敷跡、旧徳島刑務所）東部には、徳島市立体育館と徳島県立中央武道館がある（中央公園内）。県道30号を挟んで西の花畑西部は中央公園の外になり、徳島地方合同庁舎と、住商併用地区がある。ここが城内唯一の民有地地区であり、ほとんどの住民がここに住んでいる。
南西部にはJR徳島駅の徳島運転所・徳島保線区などがある。ただし城内側には関係者用出入口しかなく、駅を利用するには反対側の寺島本町に回る必要がある。

### 1～3丁目

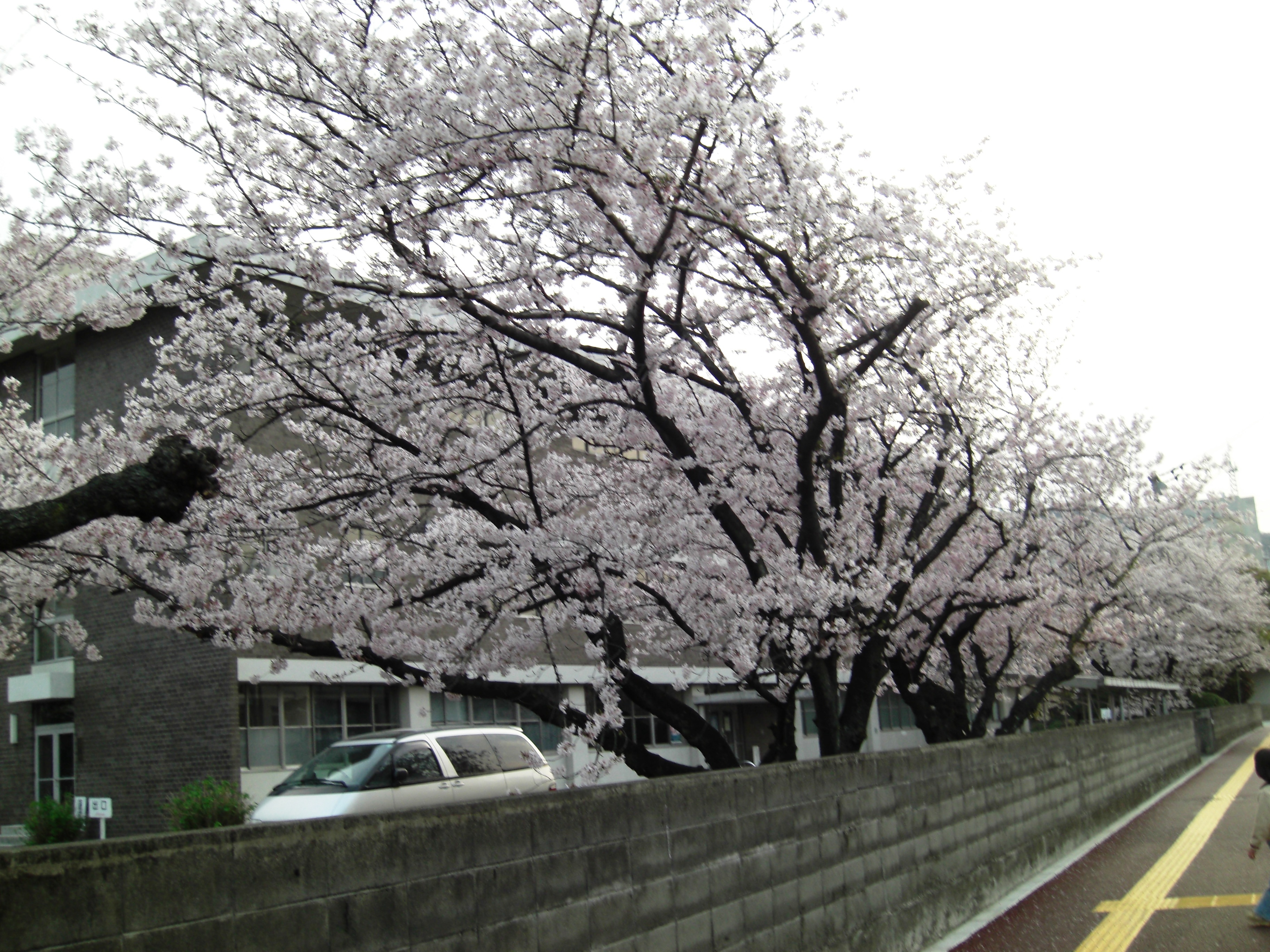
裁判所の桜。

西の徳島公園と東の国道11号に挟まれた街区で、南から1～3丁目が並ぶ。ただしそれらは連続しておらず、1丁目と2丁目の間で11号に直交する国道192号北側が徳島本町となり分断されている。
1丁目
全域が徳島地方裁判所（家裁・簡裁も併設）である。
2丁目
南部の一画を徳島地方検察庁・市立内町保育所などの公共施設が占める。他は民有地で、穴吹カレッジの諸施設や、高層マンション、病院などがある。
3丁目
オフィスや商店となっている。

### 地形
- 河川: 助任川 - 城内・3丁目
- 水路: 寺島川・堀川 - いずれも城内（堀川は城内・2丁目間にあるように見えるが厳密には両岸とも城内である）
- 山: 城山 - 城内

## 歴史
徳島城、徳島（中央）公園開園後の詳細についてはそれぞれの記事を参照。

### 近世以前
縄文海進期には、城山を残して海だった。当時は海岸だった城山山麓に住民がいたことが、城山貝塚からうかがえる。
1385年に細川頼之が城山に築いた渭山城を、1586年に蜂須賀家政が修築し徳島城とし、ここを居城とした。

### 徳島の語源
『阿淡年表秘録』によると、1585年に豊臣秀吉の命により蜂須賀家政が渭津城を居城と定めたとき、「渭津を改め徳島と号す」とある。近世には徳嶋とも書かれた。
徳島の語源は、『大日本地名辞書』によると、『古事記』で火遠理命が妃豊玉姫に贈った歌
とされるが、確かではない。この歌は徳島と直接の関係はなく、この地が古代の加茂郷（北西の加茂地区に地名が残る）であることから「鴨とく島」にかけたとされる。
中世の地名である富田庄の「富」にかけ、また、東の福島と対になる島として、同様の嘉字「徳」を使い徳島と名づけたとも言われる。
渭津か徳島かはしばらく一定せず、1600年ごろ渭津、1608年徳島、1652年渭津、1678年徳島と再三改名されたが、それ以後明治まで徳島の名が続いた。

### 近世
徳島とは本来は、北を助任川・東を福島川・西を寺島川・南を新町川に囲まれた中州に与えられた名である（広義には城下町全体が徳島と呼ばれた）。
徳島のうち徳島城より東は、重臣の屋敷や、会所など藩の施設が立ち並ぶ武家地となった。徳島城の西は瓢箪島・出来島に繋がっていたが、出来島は人工の瓢箪堀で徳島から切り離され、瓢箪島は徳島城内の御花畠となった。

#### 武家地徳島
徳島城の東に広がる武家地は単に「徳島」と呼ばれた。現在の徳島町1～3丁目・中徳島町・徳島本町・新蔵町に相当した。なお、現在は新蔵町に隣接する中洲町は、当時は新町川の河道だった。
1812年（文化9年）の島々丁名改目録によれば、徳島には以下の12町があった。現在の街区単位の町割と異なり、通り単位での町割だったため、現在との対応は複雑である。
- 南浜側 - 現 新蔵町の南縁の通り。当時は新町川河岸だった。
- 東浜側 - 現 徳島本町・新蔵町の東岸、福島川河岸の通り。
- 北浜側 - 現 徳島町・中徳島町の北岸～北東岸、助任川河岸の通り。
- 本丁 - 現 徳島本町。徳島町1丁目の北も含む。国道192号・県道38号。
- 余り丁 - 現 中徳島町2丁目中央部の東西の通り。徳住橋に繋がる道か。
- 裏ノ丁 - 現 徳島町2丁目～中徳島町1・2丁目境の東西の通り。
- 馬場 - 現 中徳島町1丁目～徳島本町2・3丁目境～新蔵町2・3丁目境の南北の通り。
- 会所丁 - 現 徳島町3丁目・2丁目北半と中徳島町2丁目の境の南北の通り。国道11号。
- 徳島御殿前
- 御廐丁 - 現 徳島町3丁目・2丁目北半の西（徳島城側）の通り。
- 御堀緑 - 現 徳島町2丁目南半の西（徳島城側）の通り。
- 新御蔵丁 - 現 徳島町1丁目・新蔵町境から新蔵町中央を東西に貫く通り。

徳島城大手門（鷲の門）からは本丁、その右手（南）に新御蔵丁・南浜側、左手（北）に裏ノ丁が、東へと伸びた。本丁からのびる南北の町筋の馬場筋が南浜側東部と接した。東端の福島川沿いには、福島橋西詰から南へ東浜側があり、中央部で新御蔵丁、南端部で南浜側と接していた。本丁と裏ノ丁の両西端には、城地を隔てた濠沿いに御堀緑があり、その北の助任川沿いまでは、御廐丁がのびていた。その一筋東に、裏ノ丁西部から助任橋南詰までの会所丁があり、会所丁から東へ余り丁がのびていた。東端は、福島橋西詰から福島川沿いに北へ、北浜側があった。
文政年間の「阿州徳島藩御家中録」によれば、新御蔵丁には長坂三郎左衛門（1066石）、家老池田登（5000石）、藩水軍総帥森甚太夫（1016石）、西尾和馬（1800石）、中村主馬助（2000石）、家老蜂須賀安芸（4000石）、仁尾内膳（1000石）、蜂須賀隼人（1300石）ら高録藩士の屋敷が立ち並んでいた。このほか御廐丁北端部西側に北御蔵、会所丁北端部東側に会所、本丁から新御蔵丁にかけて新御蔵、徳島御殿前から北浜側にかけて徳島御殿、馬場筋から東浜側にかけて南浜御屋敷があった。
1871年（明治4年）の「藩士籍」によると、徳島には士族27戸・113人、また同年の「藩卒籍」では卒族215戸・851人と記録され、旧藩重臣の中村勝順、森時純、池田登、林有の各氏が町内の触頭を勤めている。

### 市制以降
1889年（明治22年）の市制町村制施行により、徳島は徳島市の町「徳島町」となった。徳島町は
- 廐町 - 現 徳島町3丁目・2丁目北部
- 会所町 - 現 中徳島町2丁目北部
- 裏町 - 現 中徳島町2丁目南部
- 本町北 - 現 徳島町2丁目南部・中徳島町1丁目・徳島本町1丁目と2～3丁目北部
- 本町南 - 現 徳島町1丁目・徳島本町2～3丁目南部・新蔵町1～3丁目北部
- 新蔵町南 - 現 新蔵町1～3丁目南部

の6字からなった。同年の戸数442・人口1840人、財政規模は、収入383円33銭・支出386円52銭。
現在の徳島町城内は、長らく全体が公有地で町がなく、明治期の扱いは不明瞭だが、1941年までには徳島町に含まれたようである。
1941年（昭和16年）、旧徳島町は、徳島町1～3と城内・徳島本町1～3・中徳島町1～3・北徳島町1～2・新蔵町1～3・中洲町1～3・寺島本町東1～3に分割された。
1975年（昭和50年）中徳島町・北徳島町の各一部が徳島町に編入された。

### 各地の歴史
花畑
西の丸（現 内町小学校）と出来島の間は瓢箪島と呼ばれていたが、庭園「御花畠」が作られ、いつしか御花畠（のちに花畑）と地名を変えた。庭園は幕末に取り壊され練兵所となった。1889年には徳島監獄署（現 徳島刑務所）がここへ移転したが1971年には入田町へ移転し、跡地は再開発され徳島合同庁舎・徳島市立体育館・徳島県立中央武道館・西の丸橋などが建設された。古い町割では花畑・瓢箪堀（出来島沿い）・出来島町東土手外（助任川沿いの新しい埋立地）。
西の丸跡
現在の内町小学校には、西の丸が築かれ、隠居した藩主の屋敷に使われた。1869年には藩校の長久館がこの地に再建されたが、1871年に閉校。1874年に跡地に師範期成学校が開校したが1885年に全焼。その後徳島公園の一部となり、運動場・イベント場として利用された。1929年には陸上競技場と野球場を備えた「大礼記念西ノ丸運動場」としてリニューアルした。運動場は1976年9月に閉鎖され、1978/9年に内町小学校がこの地に移った。古い町割では徳島町西の丸。
三木郭・旧寺島川
このあたりは築城時には城外だったが、蜂須賀光隆の代 (1652–1666) までに、城の南に新しい曲輪「三木郭」が築かれ、現文化センター付近までが城内となった。1907年、徳島県物産陳列場が日露戦争戦勝を記念して建てられた（建物は現在の文化センターの位置）。1961年に幸町立体交差（国道192号のアンダーパス）ができると南北に分断され、北部は公園内の広場（のちの鷲の門広場）となり、南部は同時期に埋め立てられた寺島川河道と共に公共施設街となった。
1丁目
新蔵町の名の由来となった新御蔵、中老森家・武藤家の屋敷があった。1876年、高知裁判所徳島支庁（現 徳島地方裁判所）が開設した。武藤家の屋敷神だった御倉稲荷が近年まであったが、公有地だったため政教分離運動により2009年5月に移転させられた。
2～3丁目
中老稲田家・神田家などの屋敷が並んだ。

### 年表
- 1385年00月00日 - 細川頼之が渭山城を築いた。
- 1585年00月00日 - 渭津が徳島と改称。
- 1586年07月00日 - 蜂須賀家政が徳島城として修築した。
- 1869年00月00日 - 廃校となっていた藩校「長久館」が西の丸に再建。
- 1871年07月14日 - 徳島城跡に徳島県庁が開庁。名東県庁を経て12月9日に現幸町へ移転。
- 1872年00月00日 - 徳島城が兵部省（のち 陸軍省）所有の国有地となる。
- 1873年00月00日 - 廃城令により徳島城が廃城。
- 1874年00月00日 - 懲役場（現 徳島刑務所）が現在の文化センターの位置に開設。
- 1874年08月14日 - 徳島城解体開始。
- 1875年00月00日 - 徳島城が鷲の門を除き解体完了。城跡は国から蜂須賀氏に払い下げられた。
- 1876年00月00日 - 高知裁判所徳島支庁（現 徳島地方裁判所）開設。
- 1889年05月19日 - 徳島監獄署（現 徳島刑務所）が御花畠の練兵所跡（現在の市立体育館・中央武道館・合同庁舎近辺）に移転。
- 1889年06月04日 - 徳島町（詳細位置不詳）に県収税部徳島出張所（徳島税務署の前身）が設置。1899年9月には寺島町へ移転。
- 1889年10月01日 - 市制町村制施行により、名東郡徳島町など29町8村が合併し徳島市となる。徳島町（現 徳島町1～3丁目・中徳島町・徳島本町・新蔵町）は徳島市の大字になった。城内の扱いは不明瞭。
- 1899年11月16日 - 徳島町（詳細位置不詳）に阿波国慈恵院が創立。
- 1905年06月15日 - 徳島公園（現 徳島中央公園）が日露戦争戦勝記念として建設開始。徳島城跡が蜂須賀家より市に買い取られた。
- 1906年01月09日 - 徳島公園（現 徳島中央公園）が開設。
- 1907年10月00日 - 物産陳列場が日露戦争戦勝記念事業として現在の文化センターの敷地に開館。
- 1909年00月00日 - 物産陳列場を拡張、徳島県物産陳列場に改名。
- 1920年00月00日 - 徳島県物産陳列場が商品陳列所に改名。
- 1922年00月00日 - 徳島監獄署が徳島刑務所に改称。
- 1929年09月21日 - 西ノ丸運動場が昭和天皇即位記念として西の丸跡地に完成。建築の際、城山西麓のなだらかな裾野が切り崩された。
- 1934年04月01日 - 商品陳列所が徳島県立物産販売斡旋所に改名。
- 1941年10月01日 - 現在の町名（徳島町城内）となった。この際、省営鉄道（現JR）敷地の一部が隣接する寺島本町東に移された。
- 1941年00月00日 - 徳島町の一部が徳島本町・中徳島町・徳島町城内・北徳島町・新蔵町・中洲町・寺島本町東となる。
- 1943年02月26日 - 県立徳島医学専門学校（現 徳島大学医学部）が物産販売陳列所仮校舎に開校。
- 1945年07月04日 - 徳島大空襲。
- 1961年03月30日 - 国道192号と牟岐線がアンダーパス化（幸町立体交差）。徳島橋が廃止され歩道橋に。
- 1961年09月00日 - 第2室戸台風の水害により幸町立体交差が水没。
- 1963年04月14日 - 徳島市文化センターが物産陳列場跡に開館。
- 1970年05月18日 - 徳島地方合同庁舎が刑務所跡に完成。翌年開設。
- 1971年09月12日 - 郷土文化会館が開館。
- 1971年10月12日 - 徳島刑務所が入田町へ移転（跡地は現在は市立体育館・中央武道館・合同庁舎・民有地）。正確な時期は不明だがこのころ、跡地の東半分が徳島公園の一部となった。
- 1972年03月00日 - 西ノ丸運動場が県から市に返還。
- 1974年01月13日 - 青少年センターが開館。
- 1974年08月15日 - 徳島刑務所跡に阿波踊りの城内演舞場を設置。
- 1975年00月00日 - 徳島町に中徳島町・北徳島町の各一部が編入。
- 1976年08月19日 - 徳島市内町小学校の移転先が刑務所跡から西ノ丸運動場へ変更。
- 1976年09月00日 - 西ノ丸運動場が閉鎖。
- 1977年00月00日 - 徳島公園が徳島中央公園に改称。
- 1977年01月24日 - 西の丸・お花畑埋蔵文化財発掘調査団が徳島刑務所跡の調査を開始。
- 1977年04月26日 - 西の丸橋が開通。
- 1978年04月00日 - 内町小学校が寺島本町西から西ノ丸運動場跡へ移転。4月8日開校[21][22]。
- 1979年02月27日 - 内町小学校が寺島本町西から西ノ丸運動場跡へ移転（内町小学校による）[24][22]。
- 1981年04月17日 - 徳島市中央公民館と付属図書館（5月1日より徳島市立図書館）が、徳島公園内から公園外の南へ移転。
- 2009年04月01日 - 青少年センターが改装・命名権売却され「とくぎんトモニプラザ」に（2012年3月31日まで）。
- 2009年05月00日 - 1丁目（地裁敷地内）の御倉稲荷が移転。
- 2012年00月00日 - 徳島市立図書館がアミコビルに移転予定。

### 町名の変遷
| 実施後       | 実施年月日 |
| ------------ | ---------- |
| 徳島町一丁目 | 1975年     |
| 徳島町二丁目 | 1975年     |
| 徳島町三丁目 | 1975年     |
| 徳島町城内   | 1941年     |

## 小中学校学区
全域が内町小学校と徳島中学校の学区である。

## 施設

### 公共施設
- 徳島中央公園内施設 - 城内
  - 徳島県立中央武道館
  - 徳島市立体育館
  - 徳島市立徳島城博物館
  - 徳島市民庭球場
- 徳島市立文化センター - 城内
- 徳島県青少年センター（とくぎんトモニプラザ） - 城内
- 徳島市中央公民館 - 城内
- 徳島市立図書館 - 城内
- 徳島市社会福祉センター - 城内

### 名所
- 徳島中央公園内施設 - 城内
  - 旧徳島城表御殿庭園
  - 鷲の門

### 官公庁
- 徳島地方合同庁舎内施設 - 城内
  - 徳島労働局
  - 徳島地方法務局
  - 徳島行政評価事務所
  - 徳島保護観察所
- 徳島地方裁判所 - 1丁目
- 徳島家庭裁判所 - 1丁目
- 徳島中央警察署 - 1丁目
- 徳島地方検察庁 - 2丁目

### 教育
- 徳島市内町小学校 - 城内
- 専門学校徳島穴吹カレッジ - 2丁目

### その他
- 茜庵

### かつて存在した施設
- 専門学校穴吹情報公務員カレッジ
- 専門学校穴吹デザインビューティカレッジ
- 専門学校穴吹福祉医療カレッジ

## 交通

### 道路
- 一般国道
  - 国道11号 - 1～3丁目
  - 国道192号 - 城内・1丁目
- 都道府県道
  - 徳島県道30号徳島鴨島線 - 城内

### 路線バス
- 徳島バス・徳島市営バス
  - 体育館前
  - 公園北口
  - 公園前（徳島中央公園）
  - 徳島公園鷲の門前

### 橋
| 橋                                 | 川     | 丁目        | 対岸     | 道路                   | 注記                                         |
| ---------------------------------- | ------ | ----------- | -------- | ---------------------- | -------------------------------------------- |
| 前川橋                             | 助任川 | 城内        | 南前川町 |                        |                                              |
| 西の丸橋                           | 助任川 | 城内        | 南前川町 | 徳島県道30号徳島鴨島線 |                                              |
| 徳島中央公園歩道橋（前川橋水管橋） | 助任川 | 城内        | 南前川町 |                        | 歩行者専用水道橋。                           |
| 助任橋                             | 助任川 | 城内・3丁目 | 助任橋   |                        |                                              |
| 助任新橋                           | 助任川 | 3丁目       | 助任橋   | 国道11号               |                                              |
| 数寄屋橋                           | 堀川   | 城内        | 城内     |                        | 徳島中央公園の東の入口。歩行者・軽車両専用。 |
| 下乗橋                             | 堀川   | 城内        | 城内     |                        | 徳島中央公園内。歩行者・軽車両専用。         |
| 城の内橋（剣先跨線橋）             | 寺島川 | 城内        | 幸町     |                        | 歩行者専用。                                 |

## 画像
- 徳島県立中央武道館。
- 徳島市立体育館。
- 徳島市立徳島城博物館。
- 徳島市立文化センター。
- 徳島市中央公民館・徳島市立図書館。
- 旧徳島城表御殿庭園。
- 鷲の門。
- 徳島地方裁判所。
- 徳島地方検察庁。
- 徳島地方合同庁舎。
- 穴吹カレッジ。